# Iwan Lewis
Iwan Lewis (Llandeilo, 28 dicembre 1988) è un attore e cantante inglese, attivo in campo teatrale e cinematografico.
Debutta a teatro a Londra nel 2010, con il musical Passion con Elena Roger, David Thaxton e Scarlett Strallen e nel 2011 recita in un altro musical del West End, Legally Blonde. Nel 2012 recita nel film di Tom Hooper Les Misérables.

## Filmografia
- Les Misérables, regia di Tom Hooper (2012)